# Neobisium trentinum ghidinii
Neobisium trentinum ghidinii es una especie de arácnido del orden Pseudoscorpionida de la familia Neobisiidae.

## Distribución geográfica
Se encuentra en Italia.